# Журова
Журова (пол. Żurowa) — село в Польщі, у гміні Шежини Тарновського повіту Малопольського воєводства.
Населення — 1031 особа (2011).

## Демографія
Демографічна структура станом на 31 березня 2011 року:
|          | Загалом | Допрацездатний вік | Працездатний вік | Постпрацездатний вік |
| -------- | ------- | ------------------ | ---------------- | -------------------- |
| Чоловіки | 509     | 117                | 330              | 62                   |
| Жінки    | 522     | 121                | 276              | 125                  |
| Разом    | 1031    | 238                | 606              | 187                  |